# Bistum São João da Boa Vista
Das Bistum São João da Boa Vista (lat.: Dioecesis Sancti Ioannis in Brasilia) ist eine in Brasilien gelegene römisch-katholische Diözese mit Sitz in São João da Boa Vista im Bundesstaat São Paulo.

## Geschichte
Das Bistum wurde am 16. Januar 1960 durch Papst Johannes XXIII. mit der Apostolischen Konstitution In similitudinem Christi aus Gebietsabtretungen des Bistums São José do Rio Preto errichtet und dem Erzbistum Ribeirão Preto als Suffraganbistum unterstellt.

## Bischöfe von São João da Boa Vista
- David Picão, 1960–1963
- Tomás Vaquero, 1963–1991
- Dadeus Grings, 1991–2000, dann Koadjutorerzbischof in Porto Alegre
- David Dias Pimentel, 2001–2016
- Antônio Emidio Vilar SDB, 2016–2022, dann Bischof von São José do Rio Preto
- José Carlos Brandão Cabral, 2022–2023
- Eugênio Barbosa Martins SSS, seit 2024